# Transition (album de John Coltrane)
Cet article concerne l'album de John Coltrane. Pour l'album de Steve Lukather, voir Transition.
Pour les articles homonymes, voir Transition (homonymie).
Transition est un album posthume du saxophoniste de jazz John Coltrane sorti en 1970.
Transition, comme son nom l'indique, marque le passage du quartet classique de Coltrane (A Love Supreme est enregistré sept mois auparavant) aux explorations qui suivront avec l'album Sun Ship.

## Titres

### Édition originale
Toute la musique est composée par John Coltrane.
| No | Titre | Durée |
| -- | --- | ----- |
| 1. | Transition | 15:31 |
| 2. | Dear Lord | 5:32  |
| 3. | Suite (Prayer and Meditation: Day, Peace and After, Prayer and Meditation: Evening, Affirmation, Prayer and Meditation: 4 A.M.) | 21:21 |

### Édition CD
Une version Cd a été publiée en 1993, avec des titres différents
Toute la musique est composée par John Coltrane.
| No | Titre                                        | Durée |
| -- | -------------------------------------------- | ----- |
| 1. | Transition                                   | 15:31 |
| 2. | Welcome (version originale sur Kulu Sé Mama) | 5:24  |
| 3. | Suite                                        | 21:21 |
| 4. | Vigil (version originale sur Kulu Sé Mama)   | 9:42  |

## Quartet
- John Coltrane : saxophone ténor
- McCoy Tyner : piano
- Jimmy Garrison : contrebasse
- Elvin Jones : batterie